# Палантин (комплекс РЭБ)
Палантин — российский комплекс радиоэлектронной борьбы (РЭБ). Поступил на вооружение российской армии в апреле 2019 года.

## Общие сведения
Разработчик и производитель – АО Концерн "Созвездие", входящего в структуры «Ростех».
«Палантин» является мобильным комплексом радиоэлектронной борьбы оперативно-тактического уровня. Комплекс ведёт радиоэлектронную разведку, подавляет существующие и перспективные системы связи противника, основанной на современной программно-определяемой платформе (SDR).
РЭБ «Палантин» позволяет «ослепить» противника в коротковолновом и ультракоротковолновом диапазонах, и создавать помехи его сотовой и транкинговой связи.
«Палантин» при необходимости может объединить различные комплексы РЭБ и радиоэлектронной разведки в единую боевую сеть, что значительно повышает эффективность их применения.
Разработчиками реализована современная система поддержки принятия решений, что позволяет комплексу без участия человека выстраивать оптимальный алгоритм выполнения задач, автономно распределять ресурсы и функциональную нагрузку каждой из машин.
«Палантин» завершил войсковые испытания и поступил на вооружение в Западный военный округ. Комплекс смонтирован на 4-осные автомобили КАМАЗ.
11 марта 2024 года На Запорожском направлении украинские военные взорвали российский мобильный комплекс радиоэлектронной борьбы «Палантин».

## Галерея

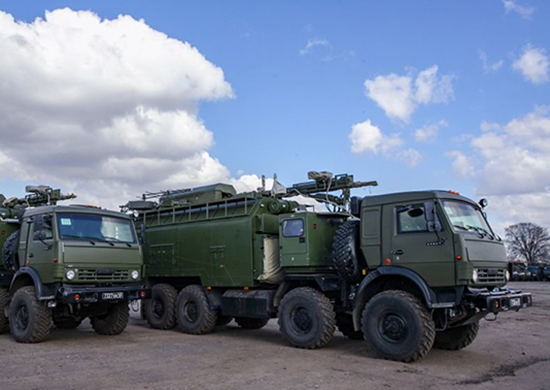
РЭБ Палантин на базе КамАЗ
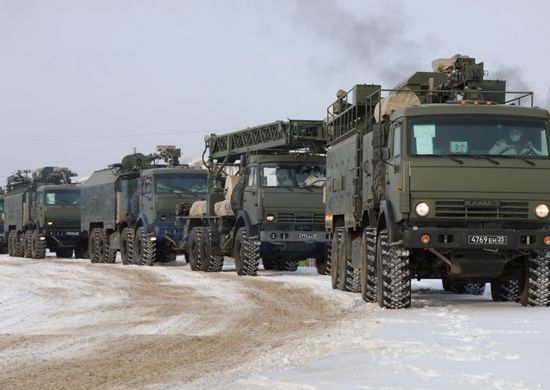
Подразделение РЭБ Палантин на марше
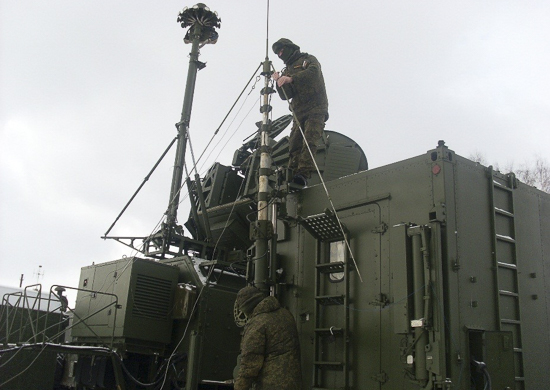
Развертывание РЭБ Палантин на учениях